# László Berti
László Berti (Budapest, 24 giugno 1875 – Budapest, 23 giugno 1952) è stato uno schermidore ungherese, vincitore di una medaglia d'oro, una d'argento ed una di bronzo nella scherma ai giochi olimpici.

## Palmarès
In carriera ha ottenuto i seguenti risultati:
- Giochi olimpici:

Stoccolma 1912: oro nella sciabola a squadre.
Parigi 1924: argento nella sciabola a squadre e bronzo nel fioretto a squadre.
- Mondiali di scherma

Budapest-Ostenda 1926: argento nel fioretto individuale.